# Heinrich Wilhelm Dove
Pour les articles homonymes, voir Dove.
Heinrich Wilhelm Dove (6 octobre 1803 à Liegnitz - 4 avril 1879  à Berlin) est un physicien et météorologiste prussien. Il est le père de Alfred et Richard Dove.

## Biographie
Dove est né à Liegnitz. Dove a étudié l'histoire, la philosophie, et les sciences naturelles à l'université de Breslau de 1821 jusqu'en 1824. Il assiste aux cours de Paul Erman (de), Enne Heeren Dirksen (de), mais aussi du philosophe Georg Wilhelm Friedrich Hegel. En 1824, il poursuit ses études à l'université Frédéric-Guillaume de Berlin, terminant en 1826. En 1828, il devient professeur agrégé à l'université de Königsberg ; l'année suivante, il occupe un poste de professeur agrégé au lycée Frédéric-Guillaume de Berlin puis à l'École combinée d'artillerie et du génie et l'Institut royal de commerce.
En 1845, il devient professeur titulaire à l'université Frédéric-Guillaume, où il est élu recteur en 1858-1859, et de nouveau en 1871-1872. En 1849, il est également le directeur de l'Institut météorologique de Prusse.
Durant sa carrière il publie plus de 300 articles, dont certains abordant la physique expérimentale. Il a également une influence importante sur la science de la météorologie, et est considéré par certains comme un pionnier dans ce domaine ; l'intérêt premier de Dove pour la météorologie portait sur la climatologie, un domaine mis au point par Alexander von Humboldt.
En 1828, Dove fait observer que les cyclones tropicaux tournent dans le sens antihoraire dans l'hémisphère Nord, mais dans le sens horaire dans le Sud.
En 1839, il découvre la technique des battements binauraux, par laquelle deux fréquences légèrement différentes jouées séparément à chaque oreille provoquent la perception d'un battement (au sens musical du terme), au même rythme que celui créé physiquement si elles sont jouées simultanément.
Il étudie également la répartition de la chaleur à la surface de la Terre, l'effet du climat sur la croissance des plantes, et est le premier à mesurer la force d'un courant électrique dans un fil induit par l'effondrement d'un champ magnétique.
Il est enterré dans le cimetière de la paroisse de Saint-Nicolas et Sainte-Marie à Berlin, Prenzlauer Berg, près du parc public Friedrichshain. Sa tombe est consacrée comme tombe d'honneur de la ville de Berlin jusqu'en 2014.
Heinrich Wilhelm Dove épouse Luise O'Etzel (1810-1877), fille du général Franz August O'Etzel (de) et de son épouse Elise Adelaide Hitzig. Ils ont quatre filles et six fils, dont Alfred Dove (historien), Richard Wilhelm Dove (de) (avocat) et Heinrich Wilhelm Dove (de) (juriste).

## Distinctions
- Lauréat de la médaille Copley (1853)
- La Baie Dove au Groenland a été nommée en son honneur.